# Perper montenegrino
El Perper (en serbio cirílico: Перпер; перпери en plural) fue la moneda circulante del Principado de Montenegro (1906-1910) y Reino de Montenegro (1910-1918). El nombre fue adoptado de acuerdo con el anterior Perper serbio, la moneda del desaparecido Imperio serbio. Se divide en 100 Par (plural: паре, singular: пара) y fue equivalente al franco francés como parte de la Unión Monetaria Latina. El Perper fue sustituido por el dinar yugoslavo cuando Montenegro se convirtió en parte del Reino de los Serbios, Croatas y Eslovenos (posteriormente Yugoslavia).
A finales del siglo XX, Montenegro contemplaba la situación de emitir de nuevo una moneda propia llamada «Perper». Sin embargo, se decidió adoptar el marco alemán en su lugar, y más tarde siguió el cambio al euro.

## Monedas
En 1906, fueron emitidas monedas en denominaciones de 1, 2, 10 y 20 pare. Las de 1 y 2 pare eran de bronce, y las piezas de 10 y 20 pare fueron acuñadas en níquel. En 1909, se añadieron a la circulación monedas de plata de 1 perper y 5 perpera, al año siguiente fue puesta en circulación la de denominación de 2 perpera, junto con las monedas de 10 y 20 acuñadas en oro, junto con un número muy limitado de monedas de 100 perpera.
| Denominación | Emisión | Material | Forma    |
| ------------ | ------- | -------- | -------- |
| 1 Para       | 1906    | Bronce   | Circular |
| 2 Pare       | 1906    | Bronce   | Circular |
| 10 Pare      | 1906    | Níquel   | Circular |
| 20 Pare      | 1906    | Níquel   | Circular |
| 1 Perper     | 1909    | Plata    | Circular |
| 2 Perpera    | 1910    | Plata    | Circular |
| 5 Perpera    | 1909    | Plata    | Circular |
| 10 Perpera   | 1910    | Oro      | Circular |
| 20 Perpera   | 1910    | Oro      | Circular |
| 100 Perpera  | 1910    | Oro      | Circular |

## Billetes

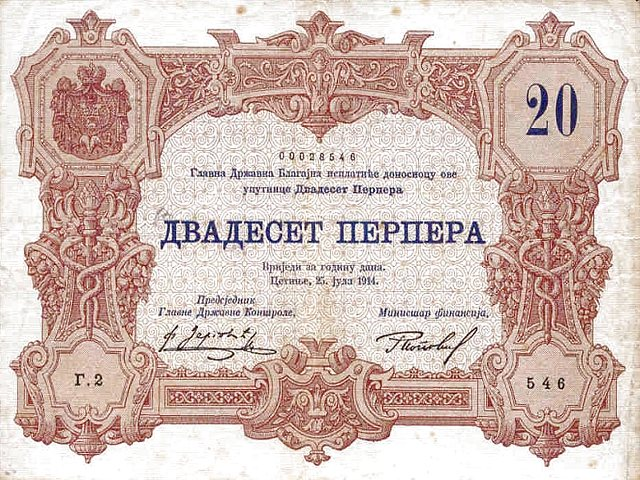
Billete de 20 perpera de 1914.

Los billetes fueron emitidos en 1912 por la tesorería en denominaciones de 1, 2, 5, 10, 50 y 100 perpera. En 1914, el gobierno emitió tres series de billetes, en denominaciones de 1, 2, 5, 10, 20, 50 y 100 perpera. Durante la ocupación de Austria, los billetes del gobierno de la segunda y tercera serie fueron sobreimpresas por los comandos militares del gobierno del distrito. En 1917, el ejército austríaco emitió bonos convertibles denominados en perpera, monedas perpera (Münzperper) y Coronas, quedando 2 perpera = 1 perper en moneda = 1 Corona.